# Gargantilla
Gargantilla – gmina w Hiszpanii, w prowincji Cáceres, w Estramadurze, o powierzchni 20,87 km². W 2011 roku gmina liczyła 426 mieszkańców.